# Attagenus lepidus
Attagenus lepidus es una especie de coleóptero de la familia Dermestidae.

## Distribución geográfica
Habita en Marruecos.